# Hormomyces
Hormomyces — рід грибів родини тремелові (Tremellaceae). Класифіковано у 1851 році.

## Класифікація
До роду Hormomyces відносять 8 видів:
- Hormomyces abietinus
- Hormomyces aurantiacus
- Hormomyces aurantiacus
- Hormomyces callorioides
- Hormomyces fragiformis
- Hormomyces paridiphilus
- Hormomyces peniophorae
- Hormomyces pezizoideus